# Kurt Brandstädter
Kurt Franz Emil Brandstädter (* 11. September 1902 in Insterburg; † 4. September 1963 in Herrsching am Ammersee) war ein deutscher Offizier des Heeres, zuletzt Brigadegeneral des Heeres der Bundeswehr.

## Leben
Kurt Brandstädter schloss am 11. März 1922 sein Abitur ab und trat zum 1. April 1922 in die Reichswehr ein. 1931 war er in der 4. Batterie des 1. Artillerie-Regiments. 1931/32 war er an der Heeressportschule. Von 1933 bis 1945 war er Lehrer an der Kriegsakademie Berlin. Von 1933 bis 1935 war er in der Generalstabsausbildung. Am 1. Oktober 1935 wurde er in die Reichswehr-Dienststelle Hamburg versetzt und kam 1936 in den Generalstab. 1939 war er im Generalstab des X. Armeekorps (Hamburg). Ab Herbst 1941 war er mit der 121. Infanterie-Division bei der Heeresgruppe Nord im Russlandfeldzug eingebunden, ab Januar 1942 bei der 16. Armee. Im Mai 1943 folgte seine Ernennung zum Chef des Organisationsstabes z. b. V. beim OKH und im Juli 1944 wurde er Chef des Generalstabs der 16. Armee, welche weiterhin an der Ostfront kämpfte. Von Januar 1945 bis zur Kapitulation am 6. Mai 1945 in Innsbruck war er 
Chef des Generalstabs der 19. Armee.
Von August bis Dezember 1945 war Brandstädter amerikanischer Kriegsgefangener und anschließend 1946 als Erntehelfer auf dem Aubachhof in Sasbachwalden tätig. Von Dezember 1946 bis Oktober 1947 folgte eine erneute Inhaftierung als Kriegsgefangener, wobei er sich bei der Historical Division betätigte. Anschließend absolvierte er bis Mai 1952 eine Kaufmannslehre bei Carl Brandt in Coburg und war in dieser Zeit auch in dieser Branche tätig.
Von Mai 1952 bis 1955 war er in der Dienststelle Blank in Bonn. Er war dort zunächst Referent und dann ab 1955 als Ministerialrat Leiter der neuen Unterabteilung II/3 (Militärisches Personal).
Brandstädter trat 1955 in die Bundeswehr ein und war als Brigadegeneral bis 1956 Leiter der Unterabteilung III/C im neuen Bundesministerium für Verteidigung. Sein Nachfolger war Brigadegeneral Burkhard Müller-Hillebrand. Vom 1. Januar 1956 bis 15. März 1957 war er Leiter des Aufstellungsstabs Nord in Hannover. Anschließend war er bis 19. September 1960 stellvertretender Stabschef bei der Northern Army Group (NORTHAG) in Mönchengladbach und General im NATO-Hauptquartier Europa Mitte-Nord. Am 19. September 1960 trat er in den Ruhestand.
Am 27. September 1933 heiratete er Charlotte Ruhnau.

## Beförderungen
- 15. November 1923 Unteroffizier
- 1. Dezember 1925 Leutnant[6]
- 1. Juni 1928 Oberleutnant[2]
- 1. September 1934 Hauptmann
- 20. April 1940 Major
- 1. März 1942 Oberstleutnant
- 1. Januar 1943 Oberst
- 5. Dezember 1955 Brigadegeneral